# Митја Рибичич
Митја Рибичич (Трст, 19. мај 1919 — Љубљана, 28. новембар 2013) био је учесник Народноослободилачке борбе, друштвено-политички радник СФРЈ и СР Словеније и јунак социјалистичког рада.

## Биографија
Рођен је у Трсту у породици књижевника Јосипа Рибичича. Студирао је на Правном факултету у Љубљани, где је приступио револуционарном радничком покрету.
Комунистичкој партији Словеније прикључио се 1941. године. Током Другог светског рата био је члан НОВЈ, а касније један од водећих чланова Одељења за заштиту народа (ОЗН). За време рата прво је био организатор партијске технике Централног комитета КП Словеније у Корушкој, а затим је обављао разне политичке дужности. Био је секретар Окружног комитета КП Словеније за Моравско-литијски округ, политички комесар Шесте бригаде „Славко Шландер“, политички комесар Четврте оперативне зоне и Корушке групе одреда.
По завршетку рата постао је један од најугледнијих југословенских политичара. За време свог политичког деловања био је на следећим функцијама:
- јавни тужилац НР Словеније
- републички државни секретар за унутрашње послове
- члан Извршног комитета ЦК СК Словеније и Извршног комитета ЦК СКЈ
- члан Извршног већа СР Словеније
- посланик у Скупштини СР Словеније, од 1951. до 1963. године
- посланик у Савезној скупштини СФРЈ, од 1963. до 1967. и 1969. године
- председник Савезног извршног већа Југославије, од 18. маја 1969. до 30. јула 1971. године
- председник Председништва Централног комитета Савеза комуниста Југославије, од 29. јуна 1982. до 30. јуна 1983. године

Носилац је Партизанске споменице 1941. и више одликовања.
Преминуо је 28. новембра 2013. године у Љубљани.
Његов син Цирил Рибичич је правник, политичар, писац и редовни професор уставног права на Универзитету у Љубљани. Био је посланик у Скупштини Словеније, судија Уставног суда, а сада је професор.

### Оптужница за геноцид
У мају 2005. године Државно тужилаштво Словеније поднело је тужбу против Митје Рибичича која га терети за злочине над цивилним становништвом, односно за геноцид. Оптужница је заснована на документима које је потписао Рибичич, а односи се на ликвидације 234 људи, који представљају само део жртава, која је наредила ОЗН у пролеће 1945. године након завршетка Другог светског рата. Неколико месеци касније, упркос доказима и сведочењима, суд је одбацио оптужбе због недостатка доказа.
Сам случај је био комплексне природе јер по уставу Словеније није предвиђено да неко може бити кажњен за злочин који није предвиђен законом пре него што је злочин почињен, а тадашњи закон није предвиђао санкционисање оваквих дела. Међутим Хашка конвенција, коју је Словенија потписала, одређује да су сва дела која су била почињена, кажњива по општим начелима кривичног права.